# Trichomanes cristatum
Trichomanes cristatum är en hinnbräkenväxtart som beskrevs av Georg Friedrich Kaulfuss. Trichomanes cristatum ingår i släktet Trichomanes och familjen Hymenophyllaceae. Inga underarter finns listade.